# Discocyrtus wygodzinskyi
Discocyrtus wygodzinskyi is een hooiwagen uit de familie Gonyleptidae.